# Římskokatolická farnost Přibyslavice
Římskokatolická farnost Přibyslavice je územní společenství římských katolíků v obci Přibyslavice s farním kostelem Narození Panny Marie.

## Území farnosti
- Přibyslavice
- Bransouze
- Číchov
- Nová Ves
- Petrovice
- Radonín

## Duchovní správci
Od 1. srpna 2012 je farářem P. Mgr. Jacek Kruczek.
Ve farnosti mezi lety 1889 a 1901 působil Jakub Pavelka.

## Bohoslužby
| Kostel               | Místo        | Bohoslužba (den)                      | Hodina                                | Poznámka        |
| -------------------- | ------------ | ------------------------------------- | ------------------------------------- | --------------- |
| Narození Panny Marie | Přibyslavice | neděle úterý pátek 1. sobota v měsíci | 7.30 17.00 v zimě, 18.00 v létě 17.00 | farní kostel    |
| svaté Anny           | Přibyslavice |                                       |                                       | filiální kostel |

## Aktivity farnosti
Dnem vzájemných modliteb farností za bohoslovce a bohoslovců za farnosti brněnské diecéze je 24. září. Adorační den připadá na 11. května.
V dubnu 2017 pořádala farnost třicetikilometrovou pěší pouť za obnovu manželství a rodin. Pouť vedená před Lukov, rodiště Jana Buly, Babice (kde působil Václav Drbola) a Rokytnici nad Rokytnou, odkud byl P. Jan Bula odveden do vězení a na popraviště. Tuto prosebnou pouť bude farnost pořádat i nadále.

## Primice
Ve farnosti slavil 4. července 2009 primiční mši svatou novokněz Robert Prodělal.